# Ronaldinho
Ronaldo de Assis Moreira, född 21 mars 1980 i Porto Alegre, Brasilien, mer känd som Ronaldinho eller Ronaldinho Gaúcho, är en brasiliansk före detta fotbollsspelare som år 2004 och 2005 utnämndes till världens bästa fotbollsspelare. Känd för att allt som oftast spela med ett leende på läpparna kännetecknades hans spelstil under de framgångsrika åren av kvalificerad teknik i högt tempo i kombination med en god speluppfattning och ett väl utvecklat sinne för att skapa målchanser åt sig själv eller medspelarna.
Brasilianaren, som vann VM-guld med Brasilien 2002, har spelat för klubbar som Paris Saint-Germain, AC Milan och Barcelona. Med de sistnämnda blev Champions League-titeln år 2006 höjdpunkten på klubblagskarriären.
Ronaldinho var under ett flertal år under 2000-talet en av världens allra största fotbollsstjärnor. Detta illustreras väl av att brassen var omslagsfigur till de populära och över världen spridda TV-spelen från EA Sports under ett flertal år: FIFA Football 2004, FIFA 06, FIFA 07, FIFA 08 och FIFA 09.
Ronaldinho är sedan februari 2017 klubbambassadör för Barcelona.

## Biografi
Ronaldo de Assis Moreira föddes i Porto Alegre, huvudstaden i Rio Grande do Sul. Hans mor, Dona Miguelina, är en före detta säljare som studerade för att bli sjuksköterska. Hans far, João, var svetsare och fotbollsspelare i den lokala klubben EC Cruzeiro (ej att förväxla med Cruzeiro EG), men dog av en hjärtattack 42 år gammal och hittades livlös i en swimmingpool när Ronaldinho var åtta år. Mamma Miguelina slet för att försöka ta Ronaldo, hans bror Roberto och hans syster Deisi från favelan till ett bättre och lyckligare liv, och efter att Ronaldos äldre bror Roberto Assis skrivit kontrakt med Grêmio, flyttade familjen från slummen till ett mer välbeställt hem i medelklasskvarteret Villa Nova, två mil söder om Porto Alegre. Det var en gåva från Grêmio för att övertyga Roberto att stanna i klubben.
Ronaldos färdigheter i fotboll började blomstra på ett tidigt stadium och han fick smeknamnet Ronaldinho eftersom han som ung var liten och tunn och ofta var den yngsta och minsta spelaren i ungdomsmatcherna. Han utvecklade ett intresse för fútsal och strandfotboll, som senare utvidgades till ett intresse för större organiserad fotboll. Det var på stranden han utvecklade sin enastående teknik. Hans första kontakt med media kom vid tretton års ålder när han gjorde alla 23 mål i en 23–0-seger mot ett lokalt klubblag. Redan i övre tonåren kallades Ronaldinho för en supertalang och spåddes gå en lysande framtid till mötes. Han blev juniorvärldsmästare med Brasilien som sjuttonåring.
Idag är Roberto Ronaldinhos manager och agent. "Han är min idol. Han har hjälpt mig hela vägen under min karriär", har Ronaldinho sagt. Hans syster, Deisi, fungerar som hans pressekreterare. Ronaldinho blev pappa för första gången den 25 februari 2005, då den brasilianska tv-showdansaren Janaína Nattielle Viana de Mendes fick en son, döpt João, efter Ronaldinhos bortgångne far. Om fadern har han sagt: "När jag gör mål tittar jag alltid mot himlen. Då känner jag att han är vid min sida och hjälper mig". Ronaldinho avslutade sitt förhållande med Janaína Mendes kort efter Joãos födsel.
I början av juni 2005 avslöjade en brasiliansk tidning att Ronaldinhos mamma Miguelina skulle kidnappas, och att Ronaldinho därför tvingats förstärka skyddet för sig och sina familjemedlemmar. På ett fängelse i Porto Alegre, där delstatens tyngst belastade brottslingar sitter, hade brasiliansk polis hittat en detaljerad plan på hur Miguelina skulle kidnappas. Miguelina befann sig vid denna tidpunkt på besök hos Ronaldinho i Barcelona och var aldrig i akut fara.
Den 8 februari 2023 meddelade Ronaldinho att hans son, João Mendes, skrivit på för FC Barcelonas ungdomsakademi.

## Klubbkarriär

### Tidig karriär
Ronaldinhos karriär började i Grêmios ungdomslag under tränaren Celso Roth, som bara lät honom spela på grund av de enorma påtryckningarna från klubbens fans. Han gjorde sin A-lagsdebut under 1998 års Copa Libertadores. År 2001 visade Arsenal intresse för att kontraktera Ronaldinho, men flytten kollapsade sedan han inte kunde få ett arbetstillstånd, eftersom han var en icke-EU-spelare som dessutom inte spelat tillräckligt med internationella matcher. Han funderade över att gå till skotska Premier League-klubben St. Mirren, vilket aldrig hände på grund av hans misstänkta inblandning i en skandal med falska pass i Brasilien. Ronaldinho tecknade slutligen ett femårigt avtal med Paris Saint-Germain. Övergången blev till en segsliten strid där Ronaldinho fick sitta på bänken i sex månader medan tvisten avgjordes. 60 miljoner kronor fick den franska klubben betala.
Under säsongen 2001/2002 menade PSG:s tränare Luis Fernandez att Ronaldinho var alltför inriktad på det parisiska nattlivet i stället för på fotbollen, och klagade på att hans semestrar i Brasilien aldrig slutade på schemalagd tid. Fransmannen upptäckte inte Ronaldinhos fulla potential och satte heller inte den tilltro till Ronaldinho, som denne hade behövt för att lyckas i sin första europeiska klubb efter den trassliga övergången från Grêmio. Han visade ofta sitt missnöje med att sätta Ronaldinho på bänken. År 2003, mindre än två år i PSG, klargjorde Ronaldinho att han ville lämna klubben efter PSG:s misslyckande med att kvalificera sig för europeiskt spel. Barcelona, Manchester United och Real Madrid var inte sena att reagera på Ronaldinhos önskan att söka lyckan någon annanstans. Han spelade med nummer 10 i PSG.

### Barcelona

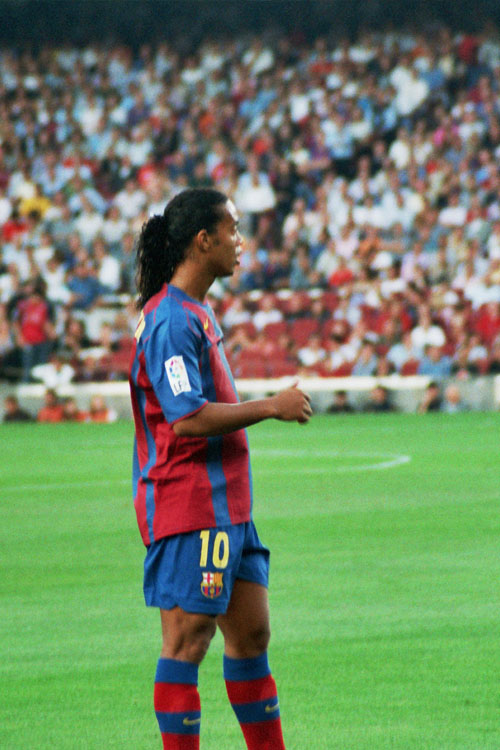
Ronaldinho år 2004.

Den 19 juli 2003 värvade Barcelona Ronaldinho för 21 miljoner pund. När Barcelona köpte Ronaldinho var det i stark konkurrens med Manchester United. Barcelonas nytillträdde president Joan Laporta hade lovat klubbens medlemmar att värva David Beckham, men när denne istället gick till rivalerna Real Madrid satsade man allt på att få Ronaldinho. Ronaldinho fick tröjnummer 10 i sin nya klubb.
Ronaldinho vann sin första ligatitel säsongen 2004/2005 och utnämndes till världens bästa fotbollsspelare den 20 december 2004. Den 8 mars 2005 slogs Barcelona ut från Uefa Champions League efter en förlust mot Chelsea i första utslagningsrundan. Ronaldinho gjorde båda målen i 4–2-förlusten.

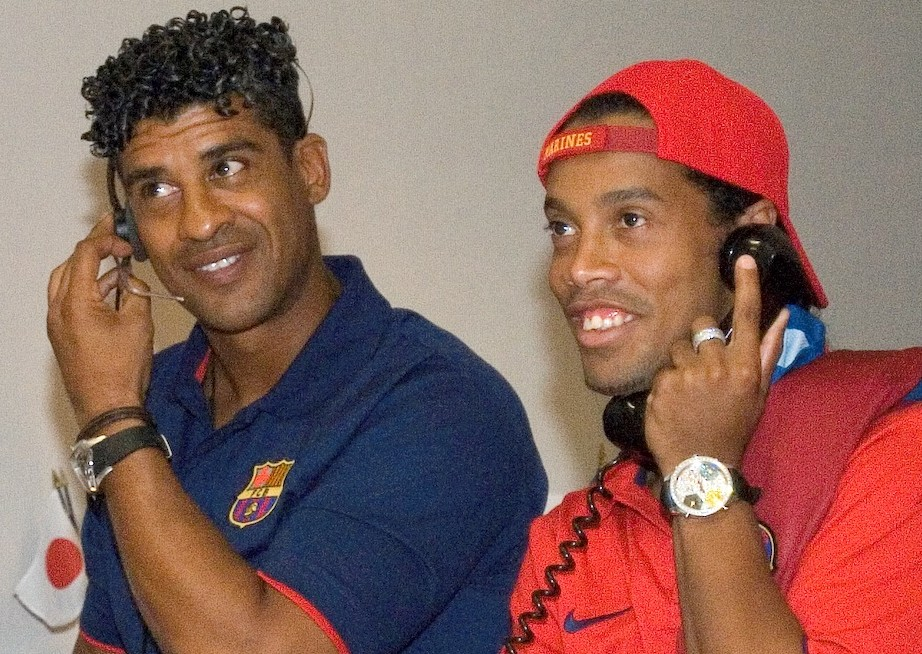
Ronaldinho med Frank Rijkaard på NASA:s Johnson Space Center.

Den 19 november 2005 gjorde Ronaldinho två mål då Barcelona besegrade Real Madrid med tre mål i den första av två El Clásico-matcher. För detta fick han stående ovationer från Madridpubliken. "Det är inte många gånger man får uppleva något sånt" sade Ronaldinho till spanska tidningar efter matchen. Robinho sade att han aldrig hade sett Ronaldinho spela bättre. Barcelona slog ut Benfica i kvartsfinalerna i Champions League 2005/2006 med en 2–0-seger, och Ronaldinho gjorde ett av målen efter att tidigt i matchen ha missat en straff. Efter en 1–0-vinst i semifinalen mot AC Milan, där Ronaldinho assisterade Ludovic Giuly, gick Barcelona vidare till finalen, som de vann den 17 maj 2006 med en 2–1-seger över Arsenal på Stade de France. Två veckor tidigare hade Barcelona säkrat sin andra raka La Liga-titel efter en 1–0-vinst över Celta Vigo och Ronaldinho vann därmed sin första karriärdubbel. Efter att ha gjort 26 mål under säsongen 2005/2006 valdes Ronaldinho in i UEFA Team of the Year för tredje året i rad i januari 2006.
Ronaldinho svarade för en mellansäsong 2006/2007 och nådde inte upp till samma klass som tidigare i Barcelona. Trots det lyckades han göra 21 mål och bar hela Barcelona på sina axlar när Eto'o och Messi var skadade. Samtidigt blev Ronaldinho nu efter flera år i Spanien spansk medborgare. Trots dubbelt medborgarskap var det aldrig tal om att byta landslag för brassen. Formen sjönk rejält under 2007/2008, han hånades för fetma, hade stora skadebekymmer och ryktades under vinteruppehållet vara på väg bort till bland annat AC Milan och Chelsea. Milans vicepresident Adriano Galliani påpekade dock att Ronaldinho "inte kommer till Milan om inte Barcelona sänker sitt utgångspris". Manchester Citys ägare Thaksin Shinawatra uppgav den 6 juni att klubben var intresserad av att värva honom, men Sven-Göran Eriksson tonade ned ryktena som kopplade ihop Ronaldinho med en eventuell flytt till Manchester City, detta trots att Barcelonastjärnans bror och agent Roberto Assis varit i Manchester i samband med en av Citys matcher mot Chelsea för att diskutera en eventuell övergång. Citys ordförande Garry Cook verkade dock vara på väg att tappa tålamodet och sade till Daily Mail att "vi kommer definitivt inte sitta och vänta på att Ronaldinho tar ett beslut". Roberto Assis träffade även representanter för den amerikanska MLS-klubben Los Angeles Galaxy, som rapporterades ha bjudit 30 miljoner euro (270 miljoner kronor) och ett kontrakt värt 170 miljoner per år för att få loss Ronaldinho. Assis klargjorde emellertid: "Jag utesluter helt Galaxy som en möjlighet", och "jag skulle säga att det är 80 till 90 procents chans att han (Ronaldinho) kommer spela i Milan". "I mitt arbete är det vanligt att jag reser runt", sade han som svar på att han synts i såväl Italien som England.
Ronaldinho och lagkamraten Lionel Messi ledde den 28 juni ett varsitt lag med internationella storstjärnor, i en match som var en del av en antirasism-kampanj i Venezuela. Matchen slutade lika, 7–7. Ronaldinho gjorde ett par mål och två assist i vad som skulle komma att bli hans sista match som Barcelonaspelare. Med Barcelona vann han spanska ligan (La Primera División) 2005 och 2006, Champions League 2006, spanska Supercupen 2005/2006, 2006/2007, samt den katalanska cupen 2003/2004, 2004/2005 och 2006/2007.

### Milan

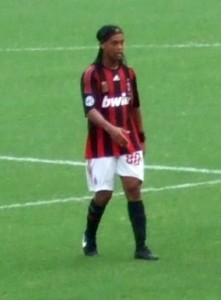
Ronaldinho i AC Milans matchställ.

Den 17 juli 2008 skrev Ronaldinho på ett kontrakt med italienska AC Milan som sträckte sig till den 30 juni 2011 och som ger honom 65 miljoner kronor om året. Han kunde, om han hade valt att förlänga kontraktet, tjäna 80 miljoner kronor om året fram till 2012. Övergångssumman var 21 miljoner euro och hade möjlighet att växa med 4 miljoner till, om Milan hade lyckats kvalificera sig för 2009–2010 års Champions League. Manchester City var en av klubbarna som var beredda att betala stora pengar för att brasilianen skulle skriva på, men det blev till slut Milan för Ronaldinho. Ronaldinho har sagt, att "varje dag som går känner jag mig mer hemma i Milan. Detta är mitt nya hem och jag trivs väldigt bra här".
AC Milans marknadsvärde ökade med inte mindre än 31 procent när Ronaldinho värvades från Barça. "Värvningen av Ronaldinho var aldrig någon chansning. Jag ser honom som en fantastisk spelare och vi är fortfarande överraskade över att vi inte fick någon riktig konkurrens vid köpet", sade Adriano Galliani. Brassestjärnan Kaká sade att "det kommer att bli ett nöje att spela med Ronaldinho". och Alexandre Pato sade i en intervju med Gazzetta dello Sport att "nu när han är här kan vi vinna allt". Ronaldinho spelade i Milan med nummer 80 på ryggen i Milan, detta baserat på sitt födelseår. Han ville först ha tröja nummer 10, som tillhör Clarence Seedorf. Alberto Gilardinos gamla tröjnummer, 11, låg annars närmast till hands för Ronaldinho. Marco Borriello fick dock numret då han kom tillbaka från Genoa dit han varit utlånad.
Ronaldinho gjorde sitt första mål för Milan i en 1–0-vinst i derbyt mot Inter den 28 september 2008. Det var ett närmast unikt mål för Ronaldinho då han satte dit bollen med huvudet. Den 19 oktober blev Ronaldinho tvåmålsskytt när Milan besegrade Sampdoria med 3–0. 1–0 kom på straff i den 56:e minuten och 10 minuter senare avslutade Ronaldinho med ett diagonalskott längs marken efter väggspel med Kaká. Måltjuven Filippo Inzaghi gjorde slutligen 3–0 och fastställde matchresultatet. Ronaldinho var senare bänkad när Milan mötte holländska Heerenveen i Uefacupen. Den 6 november fick han dock spela och gjorde det vinnande målet mot portugisiska Braga, med ett fantastiskt skott i den 93:e matchminuten. Den 9 november såg det länge ut som om Ronaldinho skulle bli matchhjälte mot Lecce efter att distinkt slagit in ett ledningsmål i den 79:e minuten. Andrea Esposito kvitterade dock på övertid och matchen slutade oavgjort.
Han avslutade sin första säsong med Milan med 10 mål på 32 framträdanden i samtliga turneringar. Under hans andra säsong i klubben slutade Milan på en tredjeplats i ligan och Ronaldinho gjorde 12 ligamål på 36 ligamatcher. Under den säsongen vann han även assistligan i Serie A samt kom på delad tolfte plats i målligan. Genom sina 11 matcher i Milan i början av säsongen 2010/2011 kan han även räkna in en Scudetto-seger bland sina meriter. Innan han sedermera lämnade för Flamengo (se nedan), hann han delvis göra viss succé tillsammans med nyförvärvet Zlatan Ibrahimović under inledningen av säsongen, varvid exempelvis italienska La Gazetta dello Sport talade i huvudrubriker som "Ma che Ibrainho" och "Ibra & Dinho Show" etc.

### Flamengo
Den 11 januari 2011 skrev Ronaldinho på ett treårskontrakt med den brasilianska klubben Flamengo. Den 13 januari 2011 hälsades Ronaldinho välkommen av närmare 20 000 fans. Han gjorde sitt första mål för Flamengo i 3–2 vinsten mot Boavista den 6 februari 2011.
Den 27 februari vann Ronaldinho sin första utmärkelse i Flamengo, Taça Guanabara. Finalen spelades mot Boavista och vanns med 1–0 efter att Ronaldinho gjort målet på frispark. Vinsten i Taça Guanabara tillsammans med vinsten i Taça Rio gjorde att Flamengo två månader efter den första vinsten vann Campeonato Carioca. Den 27 juli 2011 gjorde Ronaldinho ett hattrick i Flamengos bortavinst mot rivalerna Santos med 4–5.
Den 1 juni 2012 bröt Ronaldinho sitt kontrakt med Flamengo.

### Atletico Mineiro
Den 4 juni 2012 blev Ronaldinho klar för Atletico Minerio.
Under sommarens övergångsfönster 2014 kom Atletico Mineiro och Ronaldinho överens om att bryta Ronaldinhos kontrakt.

### Querétaro
Den 6 september 2014 skrev Ronaldinho på för Querétaro FC i den mexikanska högstaligan, ett kontrakt som sträckte sig över två år.
Ronaldinho förklarade sin flytt till Mexiko med att han alltid hade blivit bra behandlad av den mexikanska befolkningen.
Han gjorde sitt första mål mot Guadalajara i sin andra match där Querétaro till slut kunde vinna med 1–4.
Dock blev det ingen lyckad sejour i Mexiko, och hans kontrakt med klubben bröts efter endast endast år. Han hade då spelat 23 matcher och gjort åtta mål.

### Fluminense
Den 11 juli 2015 skrev Ronaldinho på ett kontrakt med Rio de Janeiro-klubben Fluminense. Där hann han spela nio matcher utan att göra mål, och bli kraftigt kritiserad av fansen, innan han i samförstånd med klubben bröt sitt kontrakt efter bara tre månader, i september samma år.

### Slutet på karriären
Den 16 januari 2018 meddelade Ronaldinho, via sin agent och bror, att han avslutar sin karriär som spelare. 2020 greps Ronaldinho och avtjänade ett 32 dagar långt fängelsestraff efter att försökt ta sig in i Paraguay med falska resehandlingar. Året efter hamnade han i en rättstvist med sin exfru. 2020 släpptes filmen The Happiest Man in the World som är biografisk film om Ronaldinhos liv med fokus på hans tid i FC Barcelona.

## Internationell karriär

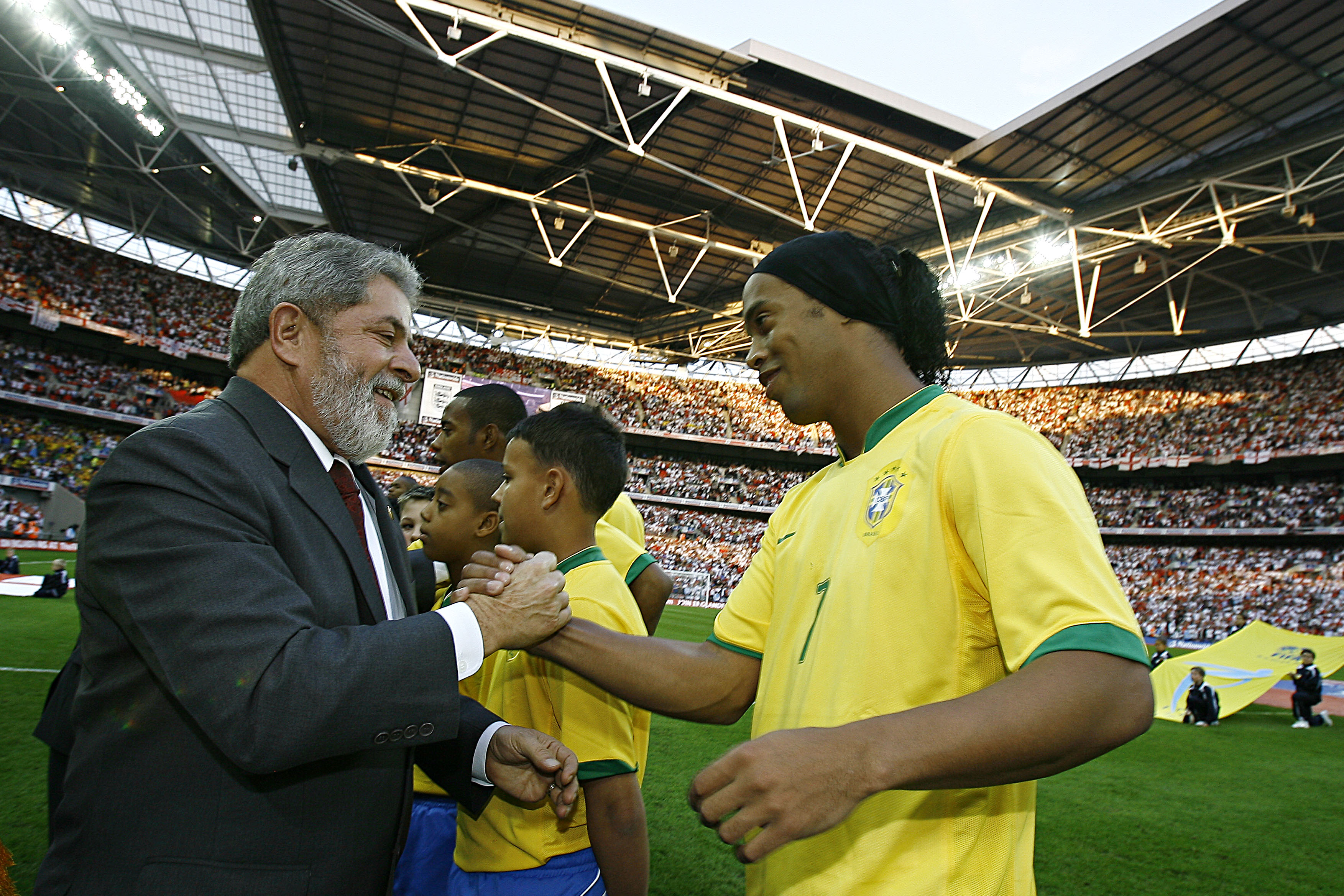
Ronaldinho med Brasiliens president, Lula.

Ronaldinho debuterade för Brasiliens landslag den 26 juni 1999 i en match mot Lettland som Brasilien vann med 3–0. Två dagar senare började 1999 års Copa América i vilken Ronaldinho gjorde ett mål. En vecka efter finalen i Copa América kallades han upp inför 1999 års Confederations Cup i vilken han gjorde mål i varenda match, bland annat ett hattrick i semifinalen mot Saudiarabien som Brasilien vann med 8–2. Ronaldinho missade finalen, som Brasilien förlorade med 4–3 mot Mexiko, på grund av skada. Ronaldinho är en av de största stjärnorna i Brasilien tillsammans med Adriano, Robinho och Kaká som kallas för  "Quarteta Magica".

### VM 2002
Ronaldinho deltog i sitt första världsmästerskap vid VM 2002 och bildade en formidabel offensiv med Ronaldo Luís Nazário de Lima och Rivaldo, och gjorde två mål. Ett kom i kvartsfinalen mot England den 21 juni, innan han blev utvisad för en dålig tackling på försvararen Danny Mills. Han var avstängd i semifinalen men återvände till startelvan inför Brasiliens finalmatch mot Tyskland, en match som de vann med 2–0 efter två mål av Ronaldo Luís Nazário de Lima, som blev turneringens skyttekung.

### Confederations Cup 2005
Ronaldinho var lagkapten för Brasilien i Confederations Cup 2005, och blev utsedd till Matchens Lirare i 4–1-vinsten i finalen den 29 juni mot ärkerivalerna Argentina. Tillsammans med mexikanen Cuauhtemoc Blanco är han med sina nio mål den bästa målgöraren någonsin i Confederations Cup.

### VM 2006

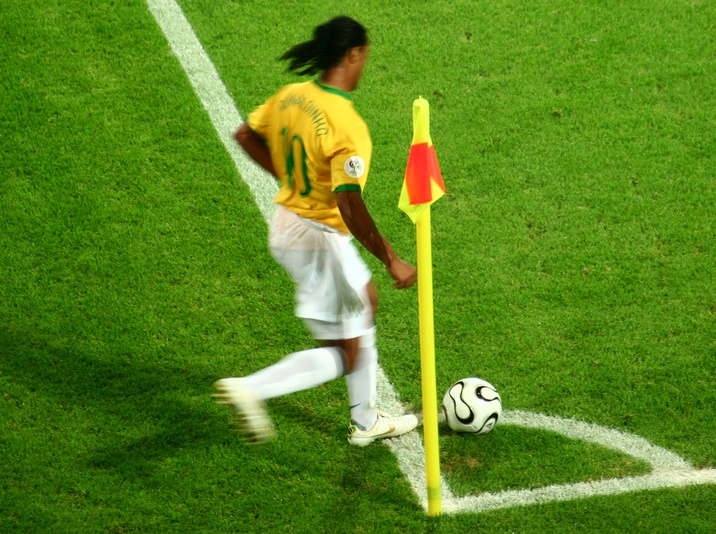
Ronaldinho lägger en hörna för Brasilien under VM 2006 i Tyskland.

I VM 2006 i Tyskland var Brasilien storfavoriter att vinna sitt sjätte VM-guld, och Ronaldinho förväntades bli den store VM-kungen. Turneringen blev emellertid ett stort misslyckande för seleção som åkte ut redan i kvartsfinalen efter en förlust mot Frankrike, där Brasilien bara hade ett enda skott på mål på hela matchen. Detta är en av Ronaldinhos få motgångar hittills i karriären. Han startade i alla Brasiliens matcher i detta VM och var en del av den "magiska kvartetten" offensiva spelare, tillsammans med Adriano, Robinho och Kaká. Ronaldinho gjorde dock inga mål. Landslaget kritiserades hårt av fansen och i media när de återvände till hemlandet. "Många människor väntade på briljanta insatser från laget och framförallt från mig", skrev Ronaldinho kort efter på sin hemsida. "Jag beklagar att vi lämnade VM utan att vi visade vår sanna kapacitet".

### Efter VM
Ronaldinho fick inte mycket speltid under den nye förbundskaptenen Dunga. Han kallades inte upp inför 2007 års Copa América, som vanns av Brasilien. Han var dock med och spelade OS med Brasilien 2008. Han gjorde det för att komma i form inför Serie A-starten. Brasilien tog brons i turneringen och Ronaldinho gjorde två mål i en 5–0-vinst över Nya Zeeland. När Brasilien i oktober skulle VM-kvalspela mot Colombia och Venezuela fick Ronaldinho inte plats i truppen. Dunga sade att "han behöver mer träning".
Ronaldinho blev inte uttagen i Brasiliens 23-mannatrupp till VM 2010, något som Brasiliens förbundskapten Carlos Dunga fick mycket kritik för.

## Karriärstatistik

### Klubbstatistik
Korrekt per den 29 juni 2011
| Klubb               | Säsong             | Liga    | Liga | Liga   | Cup     | Cup | Cup    | Kontinentalt | Kontinentalt | Kontinentalt | Övrigt  | Övrigt | Övrigt | Totalt  | Totalt | Totalt |
| Klubb               | Säsong             | Matcher | Mål  | Assist | Matcher | Mål | Assist | Matcher      | Mål          | Assist       | Matcher | Mål    | Assist | Matcher | Mål    | Assist |
| ------------------- | ------------------ | ------- | ---- | ------ | ------- | --- | ------ | ------------ | ------------ | ------------ | ------- | ------ | ------ | ------- | ------ | ------ |
| Grêmio              | 1998               | 14      | 1    | 0      | 2       | 0   | 0      | 15           | 3            | 2            | 17      | 4      | --     | 48      | 8      | 2      |
| Grêmio              | 1999               | 17      | 6    | 0      | 3       | 0   | 0      | 4            | 2            | --           | 24      | 15     | --     | 48      | 23     | 0      |
| Grêmio              | 2000               | 21      | 14   | 0      | 6       | 6   | 0      | --           | --           | --           | 22      | 21     | --     | 49      | 41     | 0      |
| Grêmio              | Totalt             | 52      | 21   | 0      | 11      | 6   | 0      | 19           | 5            | 2            | 63      | 40     | --     | 145     | 72     | 2      |
| Paris Saint-Germain | 2001/2002          | 28      | 9    | 8      | 6       | 2   | 0      | 14           | 2            | 2            | --      | --     | --     | 48      | 13     | 10     |
| Paris Saint-Germain | 2002/2003          | 27      | 8    | 6      | 7       | 3   | 0      | 4            | 1            | 2            | --      | --     | --     | 38      | 12     | 8      |
| Paris Saint-Germain | Totalt             | 55      | 17   | 11     | 13      | 5   | 0      | 20           | 3            | 4            | --      | --     | --     | 86      | 25     | 18     |
| Barcelona           | 2003/2004          | 32      | 15   | 11     | 6       | 3   | 1      | 7            | 4            | 2            | 13      | 2      | --     | 58      | 24     | 14     |
| Barcelona           | 2004/2005          | 35      | 9    | 16     | 0       | 0   | 0      | 7            | 4            | 4            | --      | --     | --     | 42      | 13     | 20     |
| Barcelona           | 2005/2006          | 29      | 17   | 15     | 4       | 1   | 1      | 12           | 7            | 5            | 14      | 4      | --     | 59      | 29     | 21     |
| Barcelona           | 2006/2007          | 32      | 21   | 10     | 6       | 0   | 3      | 11           | 3            | 3            | 8       | 5      | --     | 57      | 29     | 16     |
| Barcelona           | 2007/2008          | 17      | 8    | 7      | 6       | 0   | 0      | 8            | 1            | 2            | 7       | 3      | --     | 38      | 12     | 9      |
| Barcelona           | Totalt             | 145     | 70   | 59     | 22      | 4   | 5      | 45           | 19           | 16           | 42      | 14     | --     | 254     | 107    | 80     |
| AC Milan            | 2008/2009          | 29      | 8    | 5      | 1       | 0   | 1      | 6            | 2            | 2            | 7       | 1      | --     | 43      | 11     | 8      |
| AC Milan            | 2009/2010          | 36      | 12   | 16     | 0       | 0   | 0      | 7            | 3            | 1            | 14      | 2      | --     | 57      | 17     | 17     |
| AC Milan            | 2010/2011          | 11      | 0    | 3      | 0       | 0   | 0      | 5            | 1            | 1            | --      | --     | --     | 16      | 1      | 4      |
| AC Milan            | Totalt             | 76      | 20   | 24     | 1       | 0   | 1      | 18           | 6            | 4            | 21      | 3      | --     | 116     | 29     | 29     |
| Flamengo            | 2011               | 7       | 5    | 1      | 5       | 1   | 1      | 0            | 0            | 0            | 13      | 4      | 0      | 25      | 10     | 2      |
| Flamengo            | Totalt             | 7       | 5    | 1      | 5       | 1   | 1      | 0            | 0            | 0            | 13      | 4      | 0      | 25      | 10     | 2      |
| Totalt i karriären  | Totalt i karriären | 335     | 133  | 95     | 73      | 16  | 7      | 102          | 33           | 24           | 147     | 61     | 0      | 657     | 243    | 129    |

### Landslagsstatistik
Korrekt per den 20 november 2010
| Landslag  | Klubb     | Säsong    | Matcher | Mål |
| --------- | --------- | --------- | ------- | --- |
| Brasilien | Grêmio    | 1999      | 13      | 7   |
| Brasilien | Grêmio    | 2000      | 5       | 1   |
| Brasilien | Grêmio    | 2001      | 3       | 1   |
| Brasilien | Paris SG  | 2001/2002 | 9       | 3   |
| Brasilien | Paris SG  | 2002/2003 | 9       | 2   |
| Brasilien | Barcelona | 2003/2004 | 5       | 2   |
| Brasilien | Barcelona | 2004/2005 | 16      | 11  |
| Brasilien | Barcelona | 2005/2006 | 8       | 0   |
| Brasilien | Barcelona | 2006/2007 | 7       | 2   |
| Brasilien | Barcelona | 2007/2008 | 7       | 3   |
| Brasilien | AC Milan  | 2008/2009 | 5       | 0   |
| Brasilien | AC Milan  | 2009/2010 | 0       | 0   |
| Brasilien | AC Milan  | 2010/2011 | 1       | 0   |
| Totalt    | Totalt    | Totalt    | 88      | 32  |

| Landslagsmatcher- och mål | Landslagsmatcher- och mål | Landslagsmatcher- och mål        | Landslagsmatcher- och mål | Landslagsmatcher- och mål | Landslagsmatcher- och mål | Landslagsmatcher- och mål              |
| Nr                        | Datum                     | Arena                            | Motståndare               | Resultat                  | Mål                       | Tävling                                |
| 1999                      | 1999                      | 1999                             | 1999                      | 1999                      | 1999                      | 1999                                   |
| ------------------------- | ------------------------- | -------------------------------- | ------------------------- | ------------------------- | ------------------------- | -------------------------------------- |
| 1.                        | 26 juni 1999              | Curitiba, Brasilien              | Lettland                  | 3–0                       | 0                         | Träningsmatch                          |
| 2.                        | 30 juni 1999              | Ciudad del Este, Paraguay        | Venezuela                 | 7–0                       | 1                         | Copa América 1999                      |
| 3.                        | 3 juli 1999               | Ciudad del Este, Paraguay        | Mexiko                    | 2–1                       | 0                         | Copa América 1999                      |
| 4.                        | 6 juli 1999               | Ciudad del Este, Paraguay        | Chile                     | 1–0                       | 0                         | Copa América 1999                      |
| 5.                        | 15 juli 1999              | Ciudad del Este, Paraguay        | Mexiko                    | 2–0                       | 0                         | Copa América 1999                      |
| 6.                        | 24 juli 1999              | Guadalajara, Mexiko              | Tyskland                  | 4–0                       | 1                         | FIFA Confederations Cup 1999           |
| 7.                        | 28 juli 1999              | Guadalajara, Mexiko              | USA                       | 1–0                       | 1                         | FIFA Confederations Cup 1999           |
| 8.                        | 30 juli 1999              | Guadalajara, Mexiko              | Nya Zeeland               | 2–0                       | 1                         | FIFA Confederations Cup 1999           |
| 9.                        | 1 augusti 1999            | Guadalajara, Mexiko              | Saudiarabien              | 8–2                       | 3                         | FIFA Confederations Cup 1999           |
| 10.                       | 4 augusti 1999            | Mexico City, Mexiko              | Mexiko                    | 3–4                       | 0                         | FIFA Confederations Cup 1999           |
| 11.                       | 4 september 1999          | Buenos Aires, Argentina          | Argentina                 | 0–2                       | 0                         | Träningsmatch                          |
| 12.                       | 7 september 1999          | Porto Alegre, Brasilien          | Argentina                 | 4–2                       | 0                         | Träningsmatch                          |
| 13.                       | 9 oktober 1999            | Amsterdam, Nederländerna         | Nederländerna             | 2–2                       | 0                         | Träningsmatch                          |
|                           | 14 november 1999          | Sydney, Australien               | Australien                | 2–0                       | 0                         | Träningsmatch (Brasilien U23)          |
|                           | 17 november 1999          | Melbourne, Australien            | Australien                | 2–2                       | 1                         | Träningsmatch (Brasilien U23)          |
|                           | 10 december 1999          | Cuiabá, Brasilien                | Bolivia                   | 3–0                       | 0                         | Träningsmatch (Brasilien U23)          |
|                           | 14 december 1999          | Campo Grande, Brasilien          | Paraguay                  | 3–3                       | 0                         | Träningsmatch (Brasilien U23)          |
| 2000                      |                           |                                  |                           |                           |                           |                                        |
|                           | 12 januari 2000           | Florianópolis, Brasilien         | Trinidad och Tobago       | 7–0                       | 2                         | Träningsmatch (Brasilien U23)          |
|                           | 15 januari 2000           | Maringá, Brasilien               | Costa Rica                | 4–1                       | 0                         | Träningsmatch (Brasilien U23)          |
|                           | 19 januari 2000           | Londrina, Brasilien              | Chile                     | 1–1                       | 0                         | Kvalmatch till OS 2000 (Brasilien U23) |
|                           | 23 januari 2000           | Londrina, Brasilien              | Ecuador                   | 2–0                       | 1                         | Kvalmatch till OS 2000 (Brasilien U23) |
|                           | 26 januari 2000           | Londrina, Brasilien              | Venezuela                 | 3–0                       | 2                         | Kvalmatch till OS 2000 (Brasilien U23) |
|                           | 30 januari 2000           | Londrina, Brasilien              | Colombia                  | 9–0                       | 2                         | Kvalmatch till OS 2000 (Brasilien U23) |
|                           | 2 februari 2000           | Curitiba, Brasilien              | Argentina                 | 4–2                       | 3                         | Kvalmatch till OS 2000 (Brasilien U23) |
|                           | 4 februari 2000           | Curitiba, Brasilien              | Chile                     | 3–1                       | 1                         | Kvalmatch till OS 2000 (Brasilien U23) |
|                           | 6 februari 2000           | Curitiba, Brasilien              | Uruguay                   | 2–2                       | 0                         | Kvalmatch till OS 2000 (Brasilien U23) |
| 14.                       | 23 februari 2000          | Bangkok, Thailand                | Thailand                  | 7–0                       | 1                         | Kvalmatch till Fotbolls-VM 2002        |
| 15.                       | 28 mars 2000              | Bogotá, Colombia                 | Colombia                  | 0–0                       | 0                         | Kvalmatch till Fotbolls-VM 2002        |
| 16.                       | 28 juni 2000              | Rio de Janeiro, Brasilien        | Uruguay                   | 1–1                       | 0                         | Kvalmatch till Fotbolls-VM 2002        |
| 17.                       | 26 juli 2000              | São Paulo, Brasilien             | Argentina                 | 3–1                       | 0                         | Kvalmatch till Fotbolls-VM 2002        |
|                           | 9 augusti 2000            | Ovalle, Chile                    | Chile                     | 5–3                       | 2                         | Träningsmatch (Brasilien U23)          |
|                           | 12 augusti 2000           | Florianópolis, Brasilien         | Chile                     | 3–0                       | 0                         | Träningsmatch (Brasilien U23)          |
| 18.                       | 3 september 2000          | Rio de Janeiro, Brasilien        | Bolivia                   | 5–0                       | 0                         | Kvalmatch till Fotbolls-VM 2002        |
|                           | 14 september 2000         | Brisbane, Australien             | Slovakien                 | 3–1                       | 0                         | OS 2000 (Brasilien U23)                |
|                           | 17 september 2000         | Brisbane, Australien             | Sydafrika                 | 1–3                       | 0                         | OS 2000 (Brasilien U23)                |
|                           | 20 september 2000         | Brisbane, Australien             | Japan                     | 1–0                       | 0                         | OS 2000 (Brasilien U23)                |
|                           | 23 september 2000         | Brisbane, Australien             | Kamerun                   | 1–2                       | 1                         | OS 2000 (Brasilien U23)                |
| 2001                      |                           |                                  |                           |                           |                           |                                        |
| 19.                       | 3 mars 2001               | Pasadena, USA                    | USA                       | 2–1                       | 1                         | Träningsmatch                          |
| 20.                       | 7 mars 2001               | Guadalajara, Mexiko              | Mexiko                    | 3–3                       | 0                         | Träningsmatch                          |
| 21.                       | 28 mars 2001              | Quito, Ecuador                   | Ecuador                   | 0–1                       | 0                         | Kvalmatch till Fotbolls-VM 2002        |
| 2001/2002                 |                           |                                  |                           |                           |                           |                                        |
| 22.                       | 14 november 2001          | São Luís, Brasilien              | Venezuela                 | 3–0                       | 0                         | Kvalmatch till Fotbolls-VM 2002        |
| 23.                       | 27 mars 2002              | Fortaleza, Brasilien             | Serbien                   | 1–0                       | 0                         | Träningsmatch                          |
| 24.                       | 17 april 2002             | Lissabon, Portugal               | Portugal                  | 1–1                       | 1                         | Träningsmatch                          |
|                           | 18 maj 2002               | Barcelona, Spanien               | Katalonien                | 3–1                       | 2                         | Inofficiell träningsmatch              |
| 25.                       | 25 maj 2002               | Kuala Lumpur, Malaysia           | Malaysia                  | 4–1                       | 0                         | Träningsmatch                          |
| 26.                       | 3 juni 2002               | Ulsan, Sydkorea                  | Turkiet                   | 2–1                       | 0                         | Fotbolls-VM 2002                       |
| 27.                       | 8 juni 2002               | Seogwipo, Sydkorea               | Kina                      | 4–0                       | 1                         | Fotbolls-VM 2002                       |
| 28.                       | 17 juni 2002              | Kobe, Japan                      | Belgien                   | 2–0                       | 0                         | Fotbolls-VM 2002                       |
| 29.                       | 21 juni 2002              | Fukuroi, Japan                   | England                   | 2–1                       | 1                         | Fotbolls-VM 2002                       |
| 30.                       | 30 juni 2002              | Yokohama, Japan                  | Tyskland                  | 2–0                       | 0                         | Fotbolls-VM 2002                       |
| 2002/2003                 |                           |                                  |                           |                           |                           |                                        |
| 31.                       | 21 augusti 2002           | Fortaleza, Brasilien             | Paraguay                  | 0–1                       | 0                         | Träningsmatch                          |
| 32.                       | 20 november 2002          | Seoul, Sydkorea                  | Sydkorea                  | 3–2                       | 1                         | Träningsmatch                          |
| 33.                       | 12 februari 2003          | Guangzhou, Kina                  | Kina                      | 0–0                       | 0                         | Träningsmatch                          |
| 34.                       | 29 mars 2003              | Porto, Portugal                  | Portugal                  | 1–2                       | 1                         | Träningsmatch                          |
| 35.                       | 30 april 2003             | Guadalajara, Mexiko              | Mexiko                    | 0–0                       | 0                         | Träningsmatch                          |
| 36.                       | 11 juni 2003              | Abuja, Nigeria                   | Nigeria                   | 3–0                       | 0                         | Träningsmatch                          |
| 37.                       | 19 juni 2003              | Saint-Denis, Frankrike           | Kamerun                   | 0–1                       | 0                         | Fifa Confederations Cup 2003           |
| 38.                       | 21 juni 2003              | Lyon, Frankrike                  | USA                       | 1 –0                      | 0                         | Fifa Confederations Cup 2003           |
| 39.                       | 23 juni 2003              | Saint-Étienne, Frankrike         | Turkiet                   | 2–2                       | 0                         | Fifa Confederations Cup 2003           |
| 2003/2004                 |                           |                                  |                           |                           |                           |                                        |
| 40.                       | 10 september 2003         | Manaus, Brasilien                | Ecuador                   | 1–0                       | 1                         | Kvalmatch till Fotbolls-VM 2006        |
| 41.                       | 18 februari 2004          | Dublin, Irland                   | Irland                    | 0–0                       | 0                         | Träningsmatch                          |
| 42.                       | 31 mars 2004              | Asunción, Paraguay               | Paraguay                  | 0–0                       | 0                         | Kvalmatch till Fotbolls-VM 2006        |
| 43.                       | 28 april 2004             | Budapest, Ungern                 | Ungern                    | 4–1                       | 1                         | Träningsmatch                          |
| 44.                       | 20 maj 2004               | Saint-Denis, Frankrike           | Frankrike                 | 0–0                       | 0                         | Träningsmatch                          |
|                           | 25 maj 2004               | Barcelona, Spanien               | Katalonien                | 5–2                       | 0                         | Inofficiell träningsmatch              |
| 2004/2005                 |                           |                                  |                           |                           |                           |                                        |
| 45.                       | 18 augusti 2004           | Port-au-Prince, Haiti            | Haiti                     | 6–0                       | 3                         | Träningsmatch                          |
| 46.                       | 5 september 2004          | São Paulo, Brasilien             | Bolivia                   | 3–1                       | 1                         | Kvalmatch till Fotbolls-VM 2006        |
| 47.                       | 8 september 2004          | Berlin, Tyskland                 | Tyskland                  | 1–1                       | 1                         | Träningsmatch                          |
| 48.                       | 9 oktober 2004            | Maracaibo, Venezuela             | Venezuela                 | 5–2                       | 0                         | Kvalmatch till Fotbolls-VM 2006        |
| 49.                       | 13 oktober 2004           | Maceió, Brasilien                | Colombia                  | 0–0                       | 0                         | Kvalmatch till Fotbolls-VM 2006        |
| 50.                       | 17 november 2004          | Quito, Ecuador                   | Ecuador                   | 0–1                       | 0                         | Kvalmatch till Fotbolls-VM 2006        |
| 51.                       | 9 februari 2005           | Hong Kong                        | Hongkong                  | 7–1                       | 1                         | Carlsberg Cup 2005                     |
| 52.                       | 27 mars 2005              | Goiânia, Brasilien               | Peru                      | 1–0                       | 0                         | Kvalmatch till Fotbolls-VM 2006        |
| 53.                       | 30 mars 2005              | Montevideo, Uruguay              | Uruguay                   | 1–1                       | 0                         | Kvalmatch till Fotbolls-VM 2006        |
| 54.                       | 5 juni 2005               | Porto Alegre, Brasilien          | Paraguay                  | 4–1                       | 2                         | Kvalmatch till Fotbolls-VM 2006        |
| 55.                       | 8 juni 2005               | Buenos Aires, Argentina          | Argentina                 | 1–3                       | 0                         | Kvalmatch till Fotbolls-VM 2006        |
| 56.                       | 16 juni 2005              | Leipzig, Tyskland                | Grekland                  | 3–0                       | 0                         | FIFA Confederations Cup 2005           |
| 57.                       | 19 juni 2005              | Hannover, Tyskland               | Mexiko                    | 0–1                       | 0                         | Fifa Confederations Cup 2005           |
| 58.                       | 22 juni 2005              | Köln, Tyskland                   | Japan                     | 2–2                       | 1                         | Fifa Confederations Cup 2005           |
| 59.                       | 25 juni 2005              | Nürnberg, Tyskland               | Tyskland                  | 3–2                       | 1                         | Fifa Confederations Cup 2005           |
| 60.                       | 29 juni 2005              | Frankfurt, Tyskland              | Argentina                 | 4–1                       | 1                         | Fifa Confederations Cup 2005           |
| 2005/2006                 |                           |                                  |                           |                           |                           |                                        |
|                           | 6 september 2005          | Sevilla, Spain                   | Sevilla FC                | 1–1                       | 0                         | Inofficiell träningsmatch              |
| 61.                       | 12 oktober 2005           | Belém, Brasilien                 | Venezuela                 | 3–0                       | 0                         | Kvalmatch till Fotbolls-VM 2006        |
| 62.                       | 12 november 2005          | Abu Dhabi, Förenade Arabemiraten | Förenade arabemiraten     | 8–0                       | 0                         | Träningsmatch                          |
|                           | 30 maj 2006               | Basel, Schweiz                   | FC Lucerne                | 8–0                       | 0                         | Inofficiell träningsmatch              |
| 63.                       | 4 juni 2006               | Genève, Schweiz                  | Nya Zeeland               | 4–0                       | 0                         | Träningsmatch                          |
| 64.                       | 13 juni 2006              | Berlin, Tyskland                 | Kroatien                  | 1–0                       | 0                         | 2006 FIFA World Cup                    |
| 65.                       | 18 juni 2006              | München, Tyskland                | Australien                | 2–0                       | 0                         | Fotbolls-VM 2006                       |
| 66.                       | 22 juni 2006              | Dortmund, Tyskland               | Japan                     | 4–1                       | 0                         | Fotbolls-VM 2006                       |
| 67.                       | 27 juni 2006              | Dortmund, Tyskland               | Ghana                     | 3–0                       | 0                         | Fotbolls-VM 2006                       |
| 68.                       | 1 juli 2006               | Frankfurt, Tyskland              | Frankrike                 | 0–1                       | 0                         | Fotbolls-VM 2006                       |
| 2006/2007                 |                           |                                  |                           |                           |                           |                                        |
| 69.                       | 5 september 2006          | London, England                  | Wales                     | 2–0                       | 0                         | Träningsmatch                          |
|                           | 7 oktober 2006            | Kuwait City, Kuwait              | Al Kuwait                 | 4–0                       | 0                         | Inofficiell träningsmatch              |
| 70.                       | 10 oktober 2006           | Stockholm, Sverige               | Ecuador                   | 2–1                       | 0                         | Träningsmatch                          |
| 71.                       | 15 november 2006          | Basel, Schweiz                   | Schweiz                   | 2–1                       | 0                         | Träningsmatch                          |
| 72.                       | 24 mars 2007              | Göteborg, Sverige                | Chile                     | 4–0                       | 2                         | Träningsmatch                          |
| 73.                       | 27 mars 2007              | Stockholm, Sverige               | Ghana                     | 1–0                       | 0                         | Träningsmatch                          |
| 74.                       | 1 juni 2007               | London, England                  | England                   | 1–1                       | 0                         | Träningsmatch                          |
| 75.                       | 5 juni 2007               | Dortmund, Tyskland               | Turkiet                   | 0–0                       | 0                         | Träningsmatch                          |
| 2007/2008                 |                           |                                  |                           |                           |                           |                                        |
| 76.                       | 22 augusti 2007           | Montpellier, Frankrike           | Algeriet                  | 2–0                       | 1                         | Träningsmatch                          |
| 77.                       | 9 september 2007          | Chicago, USA                     | USA                       | 4–2                       | 1                         | Träningsmatch                          |
| 78.                       | 12 september 2007         | Boston, USA                      | Mexiko                    | 3–1                       | 0                         | Träningsmatch                          |
| 79.                       | 14 oktober 2007           | Bogotá, Colombia                 | Colombia                  | 0–0                       | 0                         | Kvalmatch till Fotbolls-VM 2010        |
| 80.                       | 17 oktober 2007           | Rio de Janeiro, Brasilien        | Ecuador                   | 5–0                       | 1                         | Kvalmatch till Fotbolls-VM 2010        |
| 81.                       | 18 november 2007          | Lima, Peru                       | Peru                      | 1–1                       | 0                         | Kvalmatch till Fotbolls-VM 2010        |
| 82.                       | 21 november 2007          | São Paulo, Brasilien             | Uruguay                   | 2–1                       | 0                         | Kvalmatch till Fotbolls-VM 2010        |
| 2008/2009                 |                           |                                  |                           |                           |                           |                                        |
|                           | 28 juli 2008              | Singapore                        | Singapore                 | 3–0                       | 1                         | Träningsmatch (Brasilien U23)          |
|                           | 1 augusti 2008            | Hanoi, Vietnam                   | Vietnam                   | 3–0                       | 0                         | Träningsmatch (Brasilien U23)          |
|                           | 7 augusti 2008            | Shenyang, Kina                   | Belgien                   | 1–0                       | 0                         | OS 2008 (Brasilien U23)                |
|                           | 10 augusti 2008           | Shenyang, Kina                   | Nya Zeeland               | 5–0                       | 2                         | OS 2008 (Brasilien U23)                |
|                           | 13 augusti 2008           | Qinhuangdao, Kina                | Kina                      | 3–0                       | 0                         | OS 2008 (Brasilien U23)                |
|                           | 16 augusti 2008           | Shenyang, Kina                   | Kamerun                   | 2–0                       | 0                         | OS 2008 (Brasilien U23)                |
|                           | 19 augusti 2008           | Peking, Kina                     | Argentina                 | 0–3                       | 0                         | OS 2008 (Brasilien U23)                |
|                           | 22 augusti 2008           | Shanghai, Kina                   | Belgien                   | 3–0                       | 0                         | OS 2008 (Brasilien U23)                |
| 83.                       | 7 september 2008          | Santiago, Chile                  | Chile                     | 3–0                       | 0                         | Kvalmatch till Fotbolls-VM 2010        |
| 84.                       | 10 september 2008         | Rio de Janeiro, Brasilien        | Bolivia                   | 0–0                       | 0                         | Kvalmatch till Fotbolls-VM 2010        |
| 85.                       | 10 februari 2009          | London, England                  | Italien                   | 2–0                       | 0                         | Träningsmatch                          |
| 86.                       | 29 mars 2009              | Quito, Ecuador                   | Ecuador                   | 1–1                       | 0                         | Kvalmatch till Fotbolls-VM 2010        |
| 87.                       | 1 april 2009              | Porto Alegre, Brasilien          | Peru                      | 3–0                       | 0                         | Kvalmatch till Fotbolls-VM 2010        |
| 2010/2011                 |                           |                                  |                           |                           |                           |                                        |
| 88.                       | 17 november 2010          | Doha, Qatar                      | Argentina                 | 0–1                       | 0                         | Träningsmatch                          |

## Meriter
| - Campeonato Gaúcho: 1999 - Rio Grande do Sul-delstatscupen: 1999 - Intertoto-cupen: 2001 - La Liga: 2005, 2006 - Supercopa de España: 2005, 2006 - Uefa Champions League: 2006 - Serie A (Scudetto): 2010/2011 - Taça Guanabara: 2011 - Campeonato Carioca: 2011 - Taça Rio: 2011 - FIFA U-17-VM: 1997 - Copa América: 1999 - VM i fotboll: 2002 - Fifa Confederations Cup: 2005 - OS 2008: Bronsmedalj | - FIFA Confederations Cup: Skyttekung 1999, Guldbollen 1999 - Campeonato Gaúcho: Skyttekung 1999 - VM i fotboll 2002: All-Star team 2002 - FIFA 100 - Bästa ibero-amerikanska spelaren i La Liga: 2004 - Världens bästa spelare: 2004, 2005 - UEFA Club bästa anfallare: 2004-05 - Europas bästa fotbollsspelare: 2005 - FIFPro årets bästa spelare: 2005, 2006 - UEFA Club bästa fotbollsspelare: 2005-06 - UEFA årets klubblag: 2004, 2005, 2006 - Bästa utländska spelare i La Liga: 2004, 2006 - Best Player in Linné Academy 1993 - VM i fotboll 2006: Bronsbollen 2006 - FIFPro:s världslag: 2005, 2006, 2007 |          |
| Ronaldinho | |          |
| Fotboll, herrar | |          |
| Nation: Brasilien | |          |
| Världsmästerskap | |          |
| Guld | VM 2002 | Landslag |
| Olympiska spel | |          |
| Brons | Peking 2008 | Landslag |

## Galleri

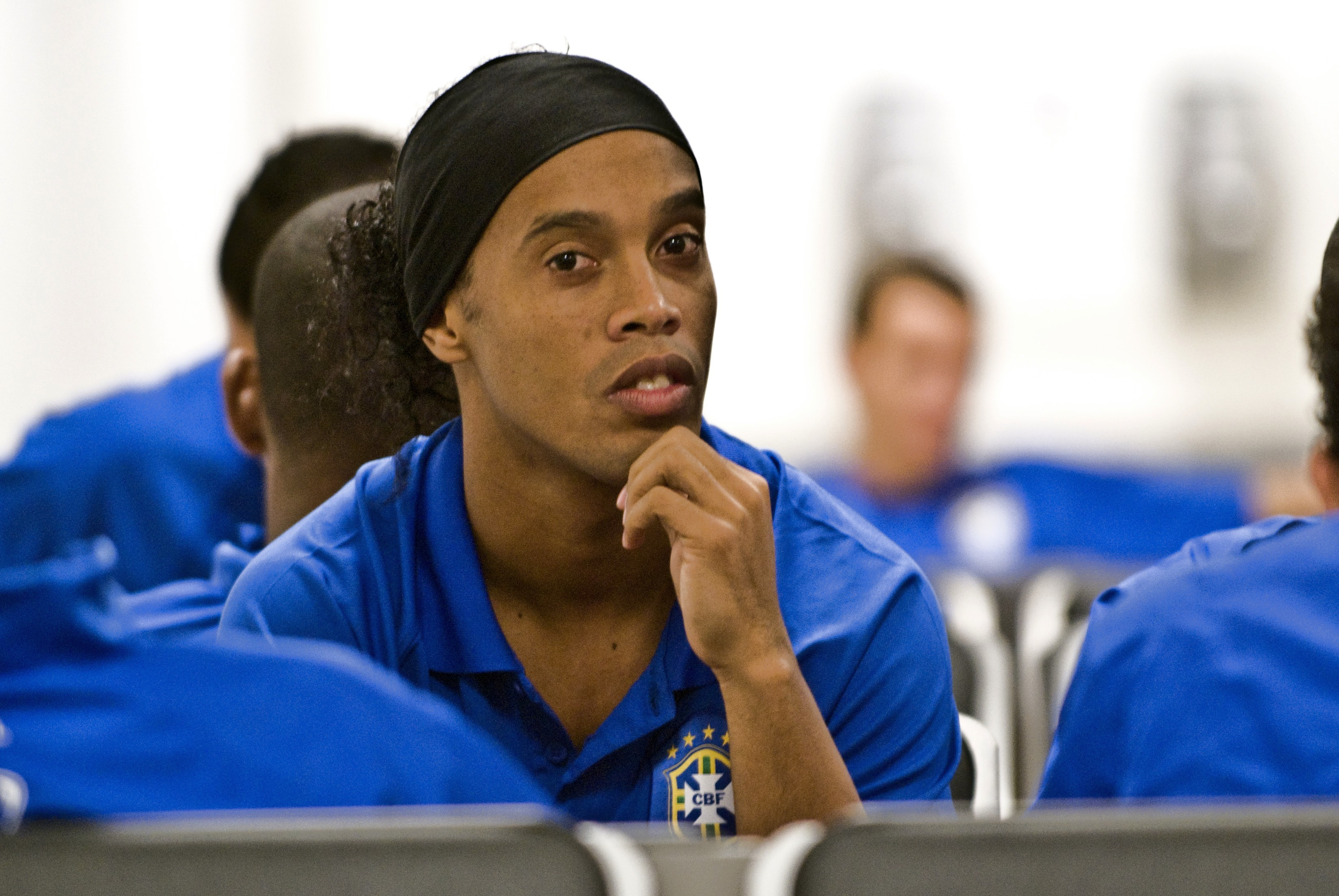
Ronaldinho med landslaget på flygplatsen Aeropuerto Internacional Jorge Chávez i Callao, Peru.
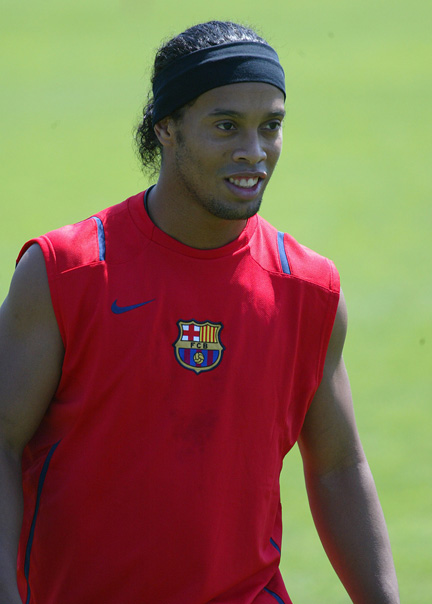
Ronaldinho i en tanktop med FC Barcelonas klubbemblem.
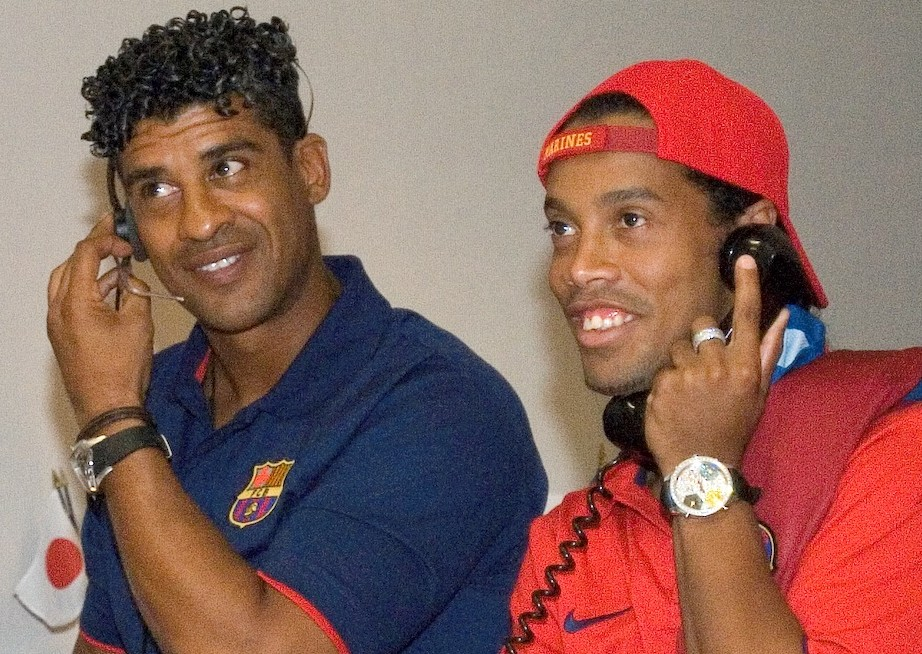
Ronaldinho med förre tränaren Frank Rijkaard på NASA:s Johnson Space Center.
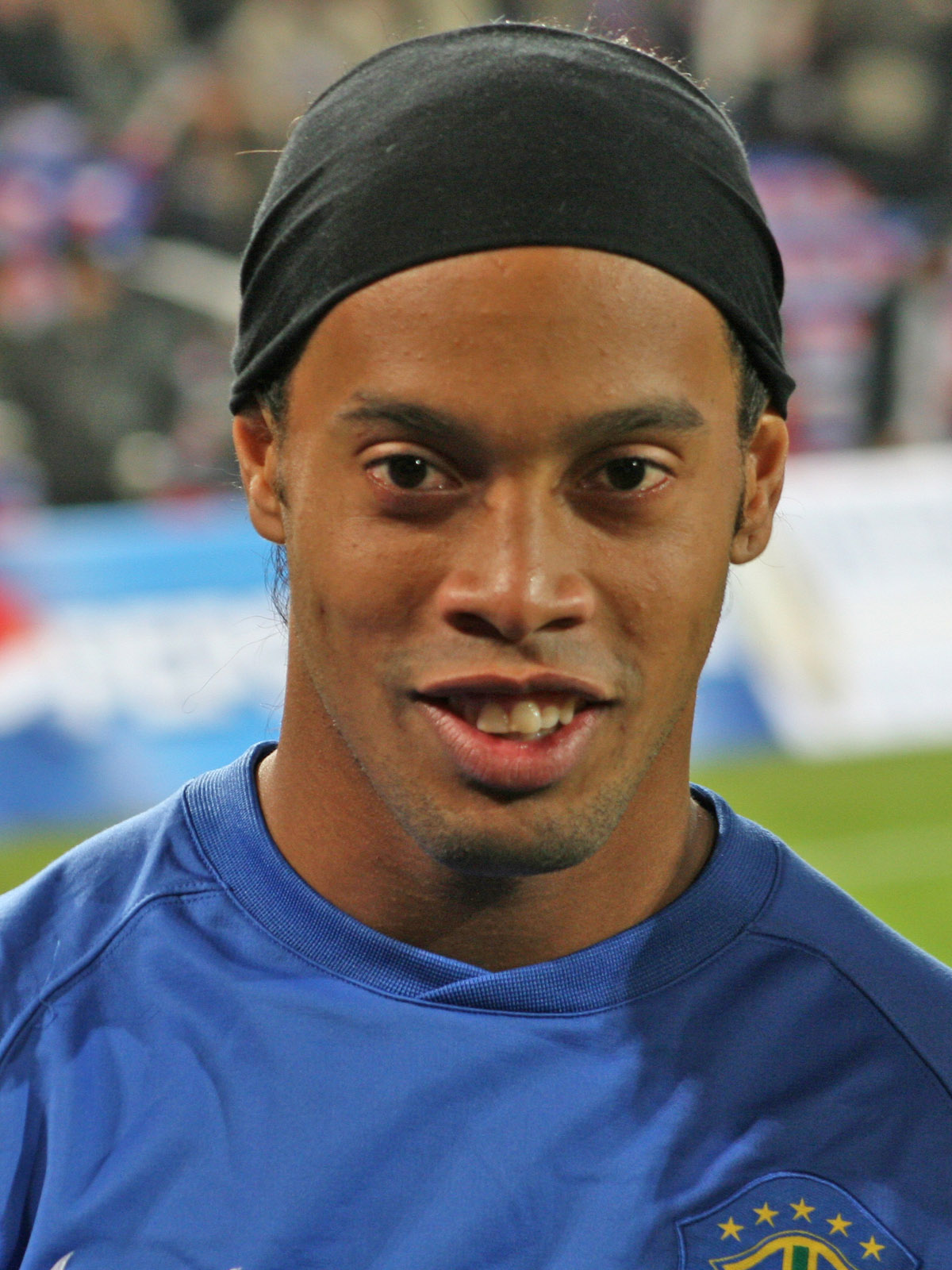
Ronaldinho på St. Jakob-Park i Basel, Schweiz.
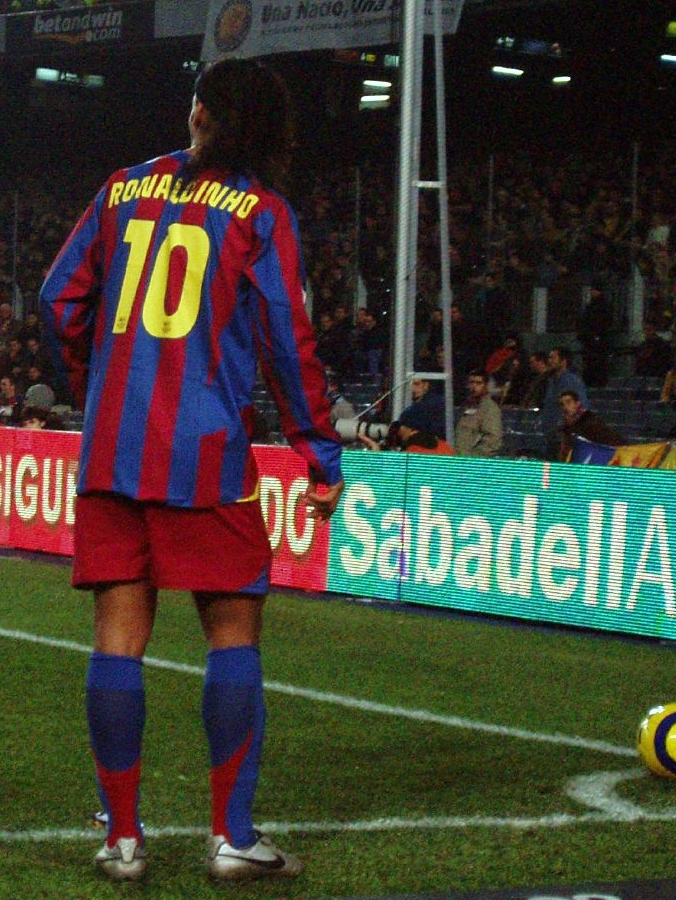
Ronaldinho på Camp Nou i en match mellan FC Barcelona och Celta de Vigo.
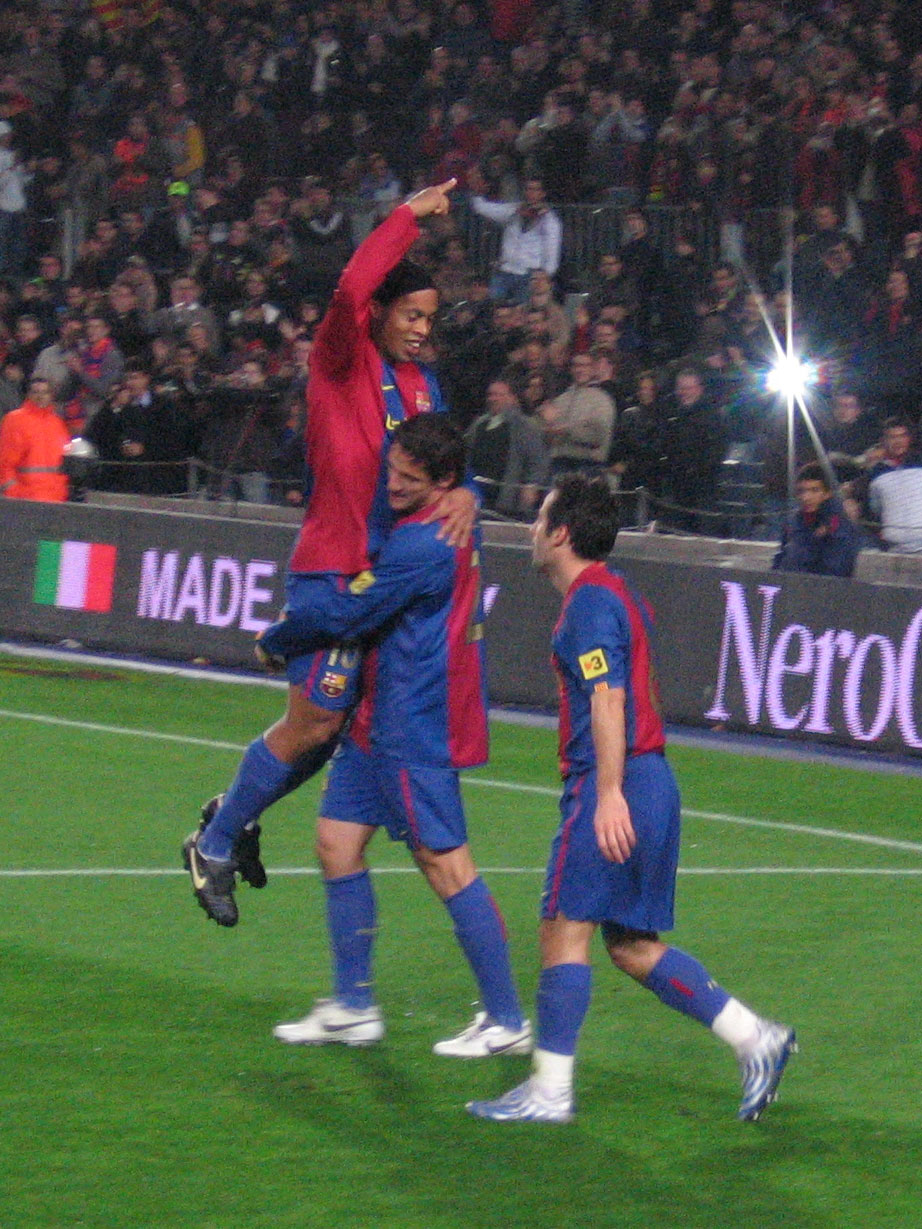
Ronaldinho firar ett mål tillsammans med Juliano Belletti och Ludovic Giuly i Baracelona.
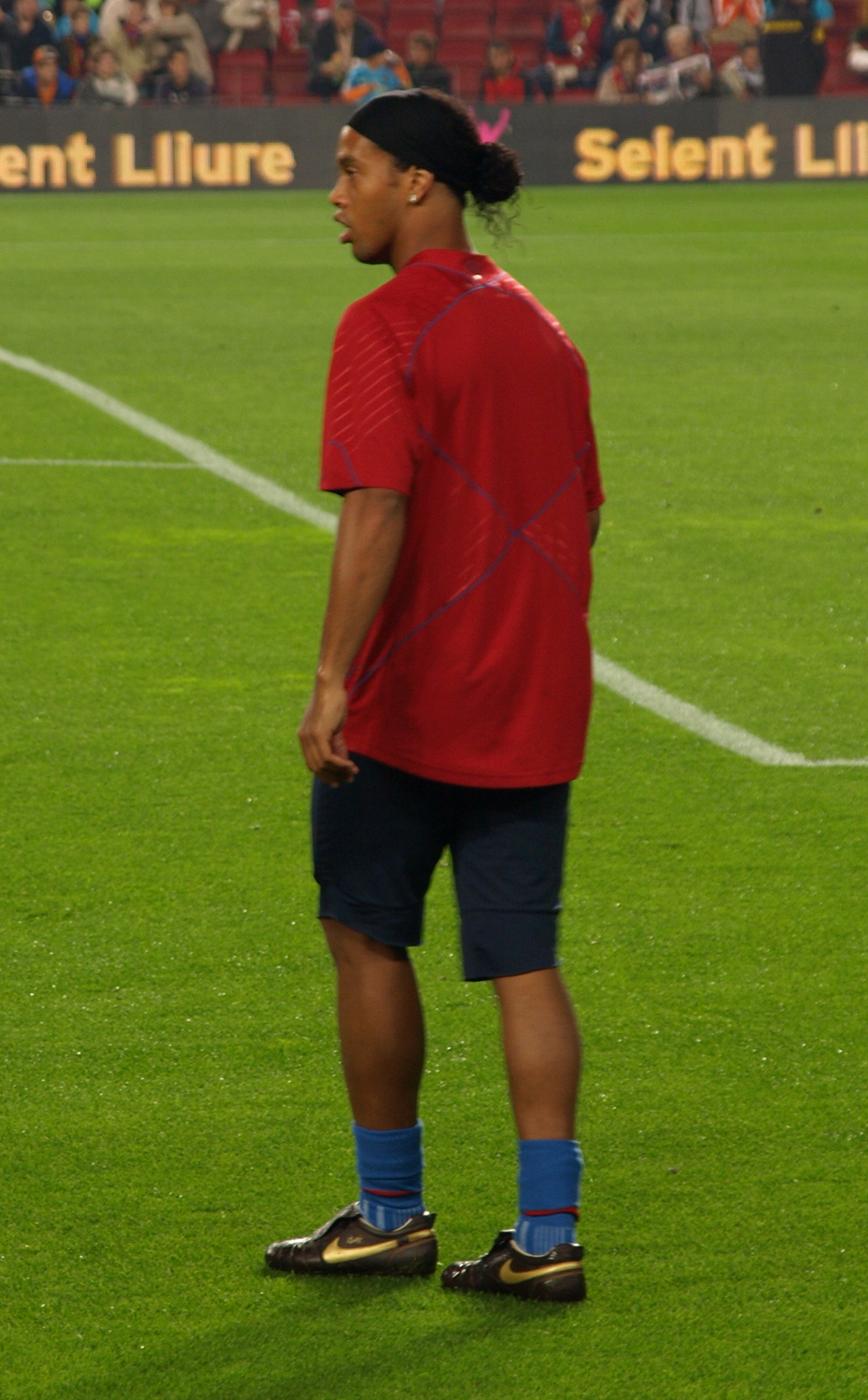
Ronaldinho i november 2007.
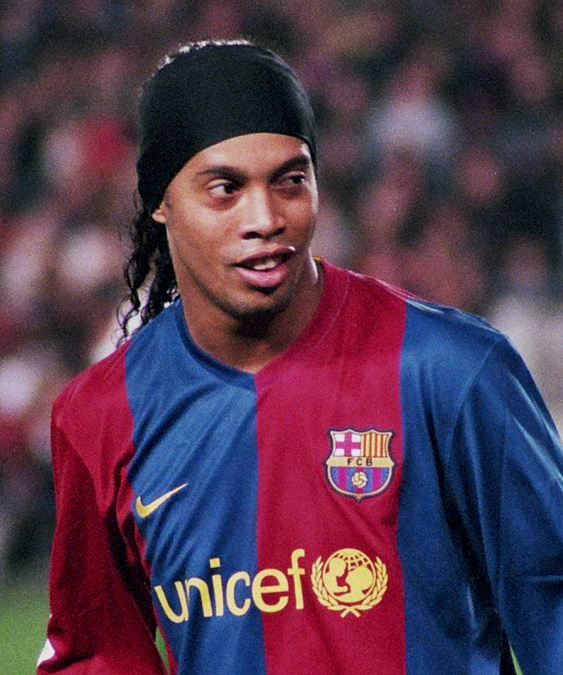
Ronaldinho i februari 2007, i en match mellan FC Barcelona och Racing de Santander.